# Szakadát
Szakadát là một thị trấn thuộc hạt Tolna, Hungary. Thị trấn này có diện tích 10,7 km², dân số năm 2010 là 252 người, mật độ 24 người/km².